# جيراردو كايتانو
جيراردو كايتانو (بالإسبانية: Gerardo Caetano) هو مدرس ومؤرخ وعالم سياسة وكاتب ولاعب كرة قدم أوروغواياني، ولد في 30 أبريل 1958 في مونتيفيديو في الأوروغواي. لعب مع ديفينسور سبورتينغ.

## وصلات خارجية
- جيراردو كايتانو على موقع الاتحاد الدولي (مؤرشف)  (الإنجليزية)